# Abdul Badawi
Abdul Badawi (Alexandrië, 13 maart 1887 - Caïro, 4 augustus 1965) was een Egyptisch politicus en rechter. Vanaf 1940 was hij Minister van Financiën en vanaf 1945 van Buitenlandse Zaken. Van 1946 tot 1965 was hij rechter bij het Internationale Gerechtshof.

## Levensloop
Badawi voltooide in 1908 zijn studie rechtsgeleerdheid aan de Kedivische Hogeschool in Caïro. Daarna studeerde hij verder aan de Universiteit van Grenoble en promoveerde daar vier jaar later. Bij terugkeer ging hij in eerste instantie aan het werk als docent op zijn voormalige hogeschool en vervolgde zijn loopbaan daarna voor de landelijke regering.
Begin jaren twintig was hij secretaris-generaal van de Egyptische regering en koninklijk adviseur. In deze tijd werkte hij mee aan het opstellen van de grondwet die in 1923 in werking trad. Verder had hij een wezenlijke bijdrage aan de ontwikkeling van het Verdrag van Montreux waarmee Egypte de soevereiniteit over de Dardanellen, de Zee van Marmara en de Bosporus terugkreeg. Een jaar later had hij de leiding over de conferentie die leidde tot de afschaffing van de capitulatie van het Osmaanse Rijk.
In 1940 werd hij Minister van Financiën en vijf jaar later van Buitenlandse Zaken. Een jaar later, in 1946, werd hij rechter bij het Internationale Gerechtshof in Den Haag. Hij bleef aan in deze functie tot zijn dood in 1965. Tijdens zijn ambt was hij vicepresident van het Hof van 1955 tot 1958. Sinds 1948 was hij verder lid van het Institut de Droit International.
- Bibliothèque nationale de France: cb111943364 (data)
- International Standard Name Identifier: 0000 0003 7052 3512
- Nederlandse Thesaurus van Auteursnamen: 154150371
- Système universitaire de documentation: 156375052
- Virtual International Authority File: 249805879
- WorldCat: E39PBJjhD64kfCJBMrBr48qmh3